# 诺木洪河
诺木洪河位于中华人民共和国青海省海西蒙古族藏族自治州都兰县西部的一条河流。河名源自蒙古语“诺门罕”（意为“温顺”），因水流平缓稳定、从不给当地居民造成洪涝灾害而得名。源流称哈拉郭勒，发源于布尔汗布达山系海德乌拉山西南，自源头蜿蜒向东流约76千米转向北流，于金水口村附近出山口，出山口后在宽阔的滩地上北流约26千米至宗加镇诺木洪农场，再北流约15千米转向西北，与哈鲁乌苏河、柴达木河及蒙古尔河并流约60千米，最终汇入南霍鲁逊湖。干流全长约223千米，山口以上流域面积3728平方千米，年均径流量1.57亿立方米。根据诺木洪水文站（金水口村）测定，该河夏季富水期径流量占全年的30.3%，冬季枯水期径流量占全年的21.6%。